# Деміївське кладовище
Демі́ївське кладови́ще — колишнє кладовище, що було розташоване поблизу Вознесенської церкви в передмісті Деміївці біля Києва.

## Історія
Кладовище утворено в середині XIX століття. Поховання тривали до середини 1930-х років. Повністю кладовище знищено в другій половині 1930-х років, частину поховань родичі перенесли на інші кладовища.
На місці кладовища 1936 року було споруджено школу — нині спеціалізована школа ім. Казимира Гапоненка № 110 з поглибленим вивченням французької мови (вул. Козацька, 5).